# Balatonmáriafürdő
Balatonmáriafürdő (hongrois : Balatonmáriafürdő [ˈbɒlɒtonˌmaːriɒˌfyrdøː] ; allemand : Marienbad) est une localité hongroise située dans le comitat de Somogy, au bord du lac Balaton.

## Histoire
Balatonmáriafürdő a été fondée à la fin du XIXe siècle sur les terres de la famille Festetics, alors propriétaires fonciers dans la région de Balatonkeresztúr. À la suite de la crise du phylloxéra qui avait décimé les vignobles du Balaton, l'État hongrois prit en location 182 hectares de ce domaine en 1891, avec pour objectif de réinstaller des viticulteurs ruinés. Sous la direction du commissaire à la viticulture, le comte Imre Széchényi, 585 parcelles furent aménagées sur une bande de sable étroite, comprise entre le lac Balaton et la ligne de chemin de fer du sud. Ces terrains, répartis en six sections, furent attribués à des familles venues de la région de Zala et d'autres provinces, qui espéraient échapper aux ravages du phylloxéra sur sol sablonneux.
Les premières plantations de vignes sur ce terrain long de neuf kilomètres débutèrent en 1896, date officielle de fondation de la localité. Par reconnaissance envers le comte Széchényi, les colons baptisèrent leur nouveau village Mária-telep, du prénom de son épouse, Mária Andrássy. Très vite, la viticulture connut un nouvel essor, les vins locaux étant expédiés jusqu'à Vienne. Dans le même temps, le site vit ses premières cabines de bain apparaître dans le lac et attira des visiteurs des villages environnants.

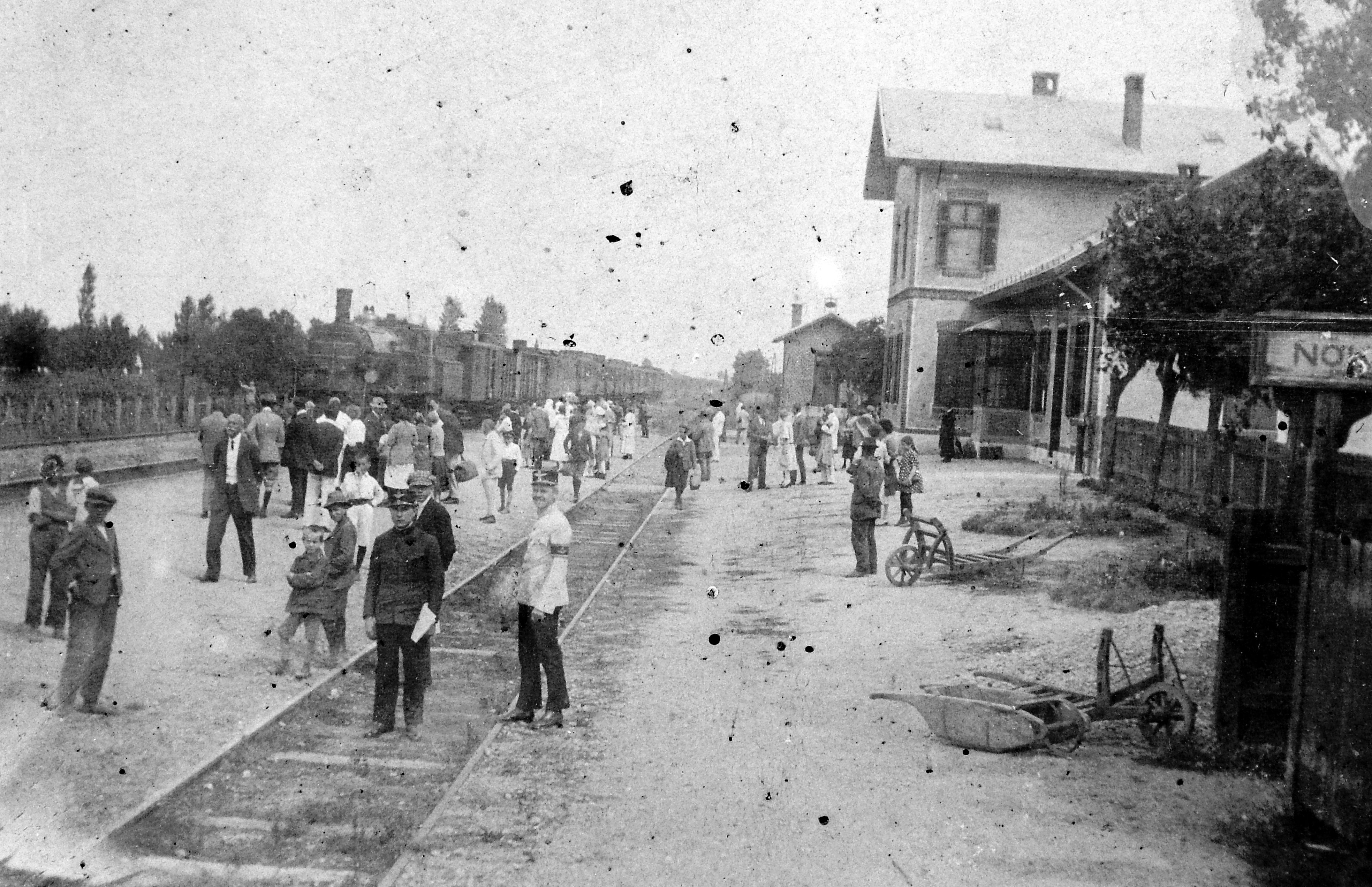
La gare de Balatonmáriafürdő en 1909.

Le développement du tourisme balnéaire s'accéléra au début du XXe siècle. Une société de bains fut fondée en 1901, suivie de l'ouverture d'établissements hôteliers et de commerces. En 1912, un hôtel de 36 chambres fut construit par le docteur Károly Szigethy. Les hameaux de Mária-telep et Hullám-telep furent réunis en 1925, formant une commune indépendante baptisée Balatonmáriafürdő en 1926. Une école, une chapelle et un clocher en bois furent inaugurés l'année suivante, suivis d'une deuxième chapelle en 1938.
Durant la Seconde Guerre mondiale, la localité fut le théâtre d'affrontements entre les armées allemande et soviétique. Les ponts du quartier actuel de Csatorna-part furent détruits lors de la retraite allemande, laissant les habitants isolés pendant un temps. Après la guerre, de nombreux hôtels particuliers furent nationalisés, convertis en colonies de vacances pour les ouvriers, les enfants ou les syndiqués, ce qui bouleversa durablement la physionomie sociale du village.
Dans les années 1960 et 1970, Balatonmáriafürdő devint un haut lieu du tourisme de masse. La construction du port en 1969 accéléra encore cette dynamique. Des infrastructures touristiques importantes furent édifiées, telles que l'hôtel Touring, plusieurs restaurants (dont le Pannónia et le Delta), un cinéma de 150 places, et des galeries commerciales. Le port permit également de relier la commune par bateau à Balatongyörök, Szigliget et Badacsony. L'implantation de la coopérative Balatonmáriafürdő et Environs (ÁFÉSZ), fondée en 1946, fit du village un pôle économique régional, actif jusqu'à Keszthely.
Balatonmáriafürdő devint aussi un point de rencontre prisé pour les familles de l'Est et de l'Ouest durant la guerre froide. Le phénomène des pensions familiales, signalé par l'inscription « Zimmer Frei », marqua cette époque.
Redevenue autonome en 1990, la commune entreprit une modernisation de ses infrastructures : création d'un parc, de galeries commerçantes, de pensions et de festivals estivaux. En 1996, le centenaire de la fondation fut célébré avec des statues commémoratives et de nombreuses festivités. À partir des années 2000, la municipalité développa une stratégie de réhabilitation : modernisation de l'école maternelle, construction d'un rond-point, d'un nouveau centre-village, d'une promenade et d'un quai. Une maison communautaire fut inaugurée à Balatonmáriafürdő-alsó en 2009, et la plage centrale fut réaménagée. Une statue du comte Imre Széchényi y fut érigée en 2014, tandis que la maison communautaire reçut le nom de Mária Andrássy.
Aujourd'hui encore, Balatonmáriafürdő poursuit son développement, entre accueil touristique – en particulier de visiteurs germanophones – et amélioration de ses services et équipements publics.

## Population

### Minorités culturelles et religieuses
Selon le recensement de 2011, la population de Balatonmáriafürdő était composée à 77,4 % de personnes se déclarant hongroises, 3,7 % d'allemandes, 0,3 % de roumaines et 0,3 % de slovaques. Environ 22,4 % des habitants n'ont pas déclaré d'appartenance ethnique, et les réponses multiples (identités doubles) expliquent que la somme puisse excéder 100 %.
Du point de vue religieux, 53,5 % des habitants se déclaraient catholiques romains, 3,3 % réformés, 1,2 % évangéliques, 0,2 % gréco-catholiques et 0,2 % israélites. Environ 7,8 % se disaient sans affiliation religieuse, tandis que 33,1 % ne se sont pas prononcés.
Lors du recensement de 2022, 87,2 % des habitants se sont déclarés hongrois, 6,1 % allemands, 0,3 % slovaques, et 0,1 % respectivement roms, arméniens et roumains. La proportion de non-déclarants s'élevait à 11,2 %, avec là encore la possibilité de déclarations multiples.
Sur le plan religieux, 37,5 % des habitants se sont déclarés catholiques romains, 3,2 % réformés, 2,7 % évangéliques, 1,6 % appartenant à une autre confession chrétienne et 1,3 % à une autre branche du catholicisme. Environ 11,5 % des habitants se déclaraient sans religion, tandis que 42,1 % ne se sont pas exprimés.

## Équipements

### Réseaux extra-urbains

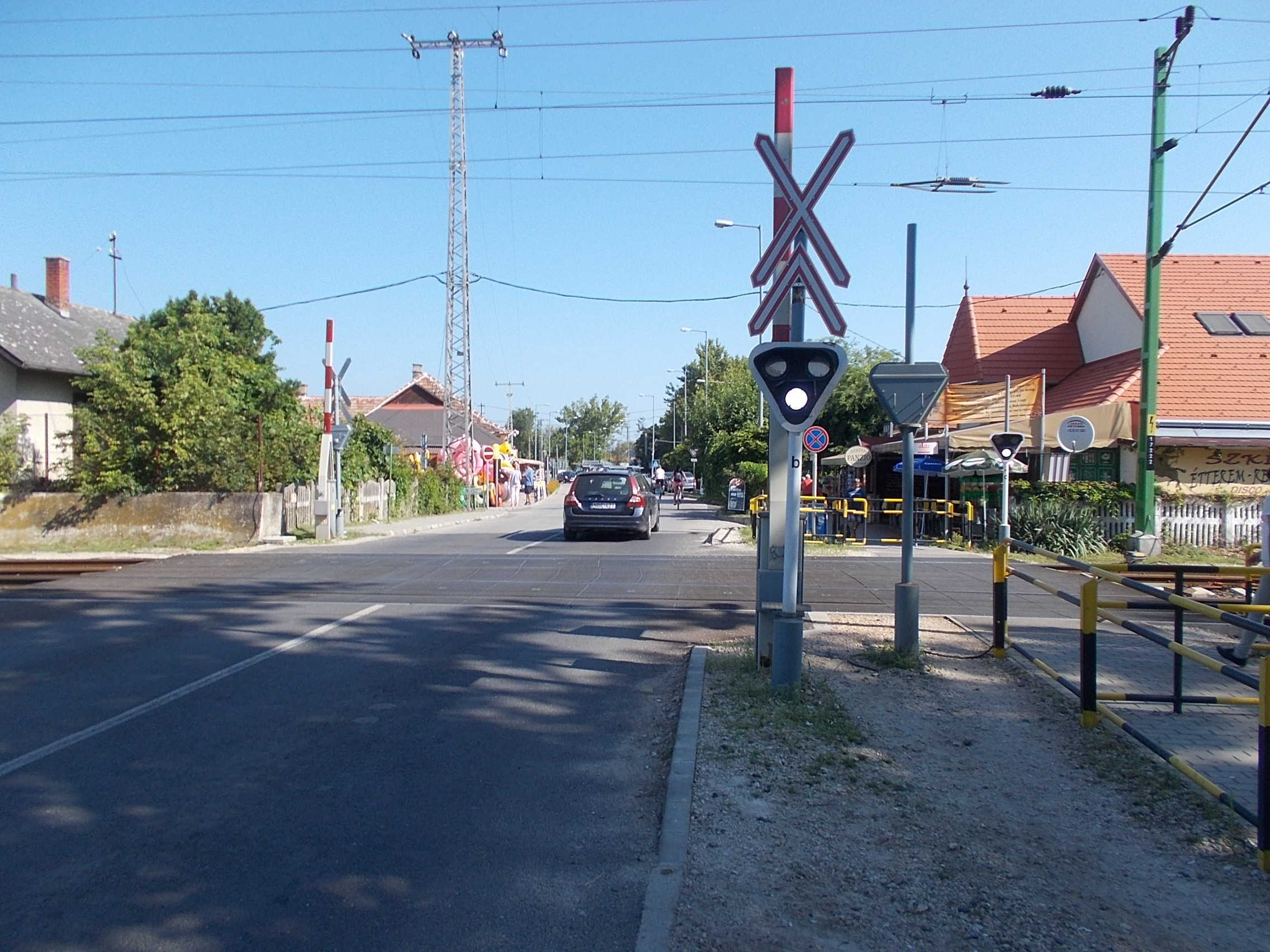
Passage à niveau à Balatonmáriafürdő.

La commune est aisément accessible par la route grâce à la proximité de la route principale 7 et de l'autoroute M7, qui relient Budapest à Letenye en passant par Székesfehérvár, Siófok et Nagykanizsa. L'accès autoroutier se fait par les sorties de Balatonfenyves ou de Balatonszentgyörgy.
Le territoire est traversé par la route secondaire 7119, qui relie Balatonkeresztúr à Balatonberény, et constitue l'unique voie nationale passant par la commune.
Balatonmáriafürdő est également desservie par la ligne ferroviaire Budapest–Murakeresztúr, qui longe la rive sud du Balaton. La gare locale, située à l'ouest du village à proximité du croisement avec la route 7119, assure des liaisons vers Budapest, Székesfehérvár et Nagykanizsa.